# Буркут (Ивано-Франковская область)
Буркут (укр. Буркут) — село в Зелёнской сельской общине Верховинского района Ивано-Франковской области Украины.
Население по переписи 2001 года составляло 10 человек. Занимает площадь 2 км². Почтовый индекс — 78730. Телефонный код — 3432.